# Shuvuuia
Lo Shuvuuia è stato un dinosauro teropode aviforme di piccole dimensioni vissuto nel Cretaceo superiore, circa 80 milioni di anni fa (Campaniano), in Mongolia. Il suo nome, "Shuvuuia", deriva da una parola mongola che significa semplicemente "Uccello". Apparteneva alla famiglia degli "Alvarezsauridi", dinosauri vissuti dal tardo giurassico al cretaceo superiore. Alcuni dei suoi parenti più stretti sono Mononykus, Albertonykus e  Parvicursor.
È stato ritrovato in Mongolia in un affioramento roccioso del cretaceo e descritto successivamente nel 1998 da Chiappe, Norrel e Clarck come Shuvuuia deserti (uccello del deserto).

## Descrizione
Lo Shuvuuia aveva una lunghezza stimata di circa 1 metro ed un peso di circa 2,5 kg. Si nutriva probabilmente di insetti, lucertole e piccoli rettili.
Shuvuuia è stato per anni causa di dibattiti per i paleontologi, con diverse ipotesi sulla precisa classificazione di questo genere. Osservando il fossile si nota una grande somiglianza con i teropodi dello stesso periodo, ma con un esame anatomico approfondito, molti paleontologi hanno riscontrato caratteristiche che legano Shuvuuia più agli uccelli moderni che a dinosauri aviformi (quali Archaeopteryx, Velociraptor o Caudipteryx): uno sterno adatto all'attacco di muscoli per il volo, presenza di penne primitive (oltre alle piume), ossa del polso fuse tra loro e una struttura corporea molto leggera. Tuttavia, dopo molte riconsiderazioni, i paleontologi hanno deciso di classificare questo animale come "Dinosauro teropode", in quanto i suoi arti anteriori, sebbene strutturati come quelli degli uccelli moderni, risultano troppo corti per poter essere usati nel volo; gli arti posteriori sono lunghi e sottili, caratteristica comune ai dinosauri corridori; Shuvuuia non possedeva un vero "becco", aveva una mandibola dotata di piccoli denti.